# Oud-Eemnesserweg 13
Oud Eemnesserweg 13 is een gemeentelijk monument aan de Oud Eemnesserweg in Eemnes in de provincie Utrecht. 
Het huis werd onder architectuur gebouwd in de stijl van de Amsterdamse School. Tegen de asymmetrische gevel is een erker aangebouwd. Het woonhuis heeft rechts een uitbouw met de voormalige garage en showroom.  Tussen de garage en de voormalige showroom rechts daarvan is een hoge schoorsteen gebouwd.